# ツベタナ・ボジロワ
ツベタナ・ボジロワ（Tsvetana Bozhilova　1968年10月19日- ）はブルガリアのパザルジク出身の柔道選手。階級は78kg超級。身長172cm。体重98kg。

## 人物
1988年のヨーロッパ選手権無差別で3位になった。1990年と1995年のヨーロッパ選手権無差別でも3位に入った。1999年のヨーロッパ選手権78kg超級で2位になると、ミリタリーワールドゲームズでは優勝を飾った。世界選手権の78kg超級では7位だったものの、無差別では銅メダルを獲得した。2000年のヨーロッパ選手権無差別でも3位になるが、シドニーオリンピックでは初戦で敗れた。2001年の世界選手権では7位、2003年のヨーロッパ選手権無差別で3位になった。2004年のヨーロッパ選手権では78kg超級で3位になるが、アテネオリンピックでは初戦で敗れた。2005年の世界選手権無差別では7位となった。

## 主な戦績
72kg超級での戦績
- 1988年 - フランス国際　3位
- 1988年 - ソ連女子国際　72kg超級　3位　無差別　優勝
- 1988年 - ヨーロッパ選手権　無差別　3位
- 1988年 - 福岡国際　3位
- 1989年 - フランス国際　3位
- 1989年 - ポーランド国際　優勝
- 1990年 - ヨーロッパ選手権　72kg超級　5位　無差別　3位
- 1990年 - アメリカ国際　優勝
- 1995年 - ヨーロッパ選手権　無差別　3位
- 1997年 - 世界軍人選手権大会　2位

78kg超級での戦績
- 1999年 - ヨーロッパ選手権　2位
- 1999年 - ミリタリーワールドゲームズ　優勝
- 1999年 - 世界選手権　78kg超級　7位　無差別　3位
- 2000年 - ヨーロッパ選手権　無差別　3位
- 2001年 - 世界選手権　7位
- 2003年 - ヨーロッパ選手権　無差別　3位
- 2004年 - ヨーロッパ選手権　3位
- 2005年 - 世界選手権　無差別　7位